# Специальная бригада (Сербия)
Специальная бригада (серб. Специјална бригада) — формирование специального назначения, существовавшее в 2006—2019 годах в составе Вооружённых сил Сербии.

## Краткая история
Бригада подчинялась непосредственно Генеральному штабу ВС Сербии. Она была сформирована в ходе реорганизации сербской армии 29 сентября 2006 года. В состав бригады включили переформированные 63-ю парашютно-десантную бригаду, 72-ю специальную бригаду, части 82-го морского центра и противотеррористический отряд «Кобры». Штаб бригады был расположен в Панчеве, а гарнизоны — в Панчеве и Нише.
Участвовала в совместных российско-сербских учениях «Славянское братство-2018» летом 2018 года в Краснодарском крае.
В июле 2019 года десять альпинистов из числа действующих военнослужащих и ветеранов Специальной бригады отправились в Россию с целью покорения Эльбруса: восхождение осуществлялось в рамках мероприятий, посвящённых 20-летию бомбардировок Югославии странами НАТО. На Эльбрусе бойцы планировали установить флаги и панно с портретами 11 бойцов 72-й специальной бригады, погибших в ходе бомбардировок, и девизом «Выше нас только небо» (серб. Само је небо изнад нас).
21 декабря 2019 года в соответствии с указом Президента Сербии Александра Вучича и распоряжением Генерального штаба Вооружённых сил Сербии Специальная бригада была преобразована в 72-ю бригаду специальных операций, которая стала фактическим преемником и носителем традиций 72-й специальной бригады.

## Состав бригады
- Штаб
- Штабной батальон
- 63-й десантный батальон
- 72-й разведывательно-диверсионный батальон
- Противотеррористический батальон «Соколы»
- Тыловая рота

## Задачи
К задачам бригады относились: глубинная разведка в целях антипартизанских и противотеррористических действий, участие в разведывательных и контрразведывательных операциях, освобождение заложников, разоружение незаконных вооружённых формирований, блокада районов и объектов, борьба с повстанцами, охрана первых лиц государства, целеуказание для авиации, эвакуация пилотов и разведывательно-диверсионных групп из тыла противника, воздушный десант и снабжение.

## Подготовка
Бойцы бригады проходили широкий спектр боевой подготовки. Их обучали прыжкам с парашютом, разведывательным, противотеррористическим и водолазным действиям, готовили к участию в международных миротворческих миссиях. Кандидаты на службу проходили специальный отбор длительностью в тринадцать недель. За это время они изучали тактику, огневую подготовку, топографию, строевую подготовку, прыжки с парашютом и обучение в специальных условиях. Женщины проходили ту же подготовку, что и мужчины.

## Снаряжение
На вооружении Специальной бригады были снайперские винтовки с такими прицелами, как Schmidt & Bender 3-12 x 50 и 4-16 x 50, а также Leupold & Swarowski 10 x 42.

## Личный состав

### Командиры
- генерал-майор Илия Тодоров[серб.] (2008—2013)
- бригадный генерал Елесие Радивоевич[серб.][1] (2013—2015)[7]
- бригадный генерал Зоран Величкович (2015—2018)[7]
- бригадный генерал Мирослав Талиян (14 сентября 2018[8] — 2019)[9][7][10]

### Начальники штаба
- Ненад Зонич[11]

### Известные военнослужащие
- бригадный генерал Желько Фурунджич (заместитель командира батальона, позже командир батальона противотеррористических действий, помощник командира по оперативным вопросам)[12]